# Zygophylax recta
Zygophylax recta är en nässeldjursart som beskrevs av William Robert Jarvis 1922. Zygophylax recta ingår i släktet Zygophylax och familjen Lafoeidae.
Artens utbredningsområde är Indiska oceanen. Inga underarter finns listade i Catalogue of Life.